# في. جوي
في. جوي هو وكيل نيابة وسياسي هندي، ولد في 10 مايو 1965 في Perunguzhi ‏ في الهند. نشط حزبياً في الحزب الشيوعي الهندي. في 2016 Kerala Legislative Assembly election ‏، انتخب Member of the 14th Kerala Legislative Assembly ‏ عن دائرة Varkala Assembly constituency ‏ وقد انضم خلال فترته النيابية ‏ (21 مايو 2016 – ) للكتلة البرلمانية Left Democratic Front ‏.